# Megan Burns
Megan Burns (Liverpool, 25 de junho de 1986), cujo nome artístico é Betty Curse, é uma cantora e atriz inglesa.

## Biografia e Carreira
Megan Burns nasceu em 1986, na cidade de Liverpool. Quando tinha apenas 3 anos de idade, seu pai abandonou a ela e sua mãe. Aos 11 anos, sua avó a colocou em um curso de teatro. Desse curso, recebeu uma proposta para participar do filme Liam (2000). Devido a sua atuação, ela ganhou o prêmio Marcello Mastroianni no Festival de filme de Veneza. Depois, recebeu o convite de Danny Boyle para participar do filme 28 Days Later (2002), onde interpretou Hannah.

## Carreira Musical
Megan Burns iniciou sua carreira musical com o pseudônimo de Betty Curse (também nome de sua banda). Seu primeiso single continha duas músicas, Met On The Internet e Excuse All The Blood. O primeiro álbum de sua carreira é o Hear Lies, lançado via iTunes em outubro de 2006. A versão em CD foi lançada depois, em abril de 2007.
O primeiro álbum em CD lançado pela banda Betty Curse, "Here Lies Betty Curse", saiu em 31 de outubro de 2006, sendo que o primeiro single desse álbum foi da faixa "God This Hurts" em agosto de 2007. Logo depois veio o segundo single, "Girl With Yellow Hair", pela Island Records, assim como o álbum "Hear Lies", lançado no Halloween.
O Yahoo! dos EUA a nomeou como "Artista Emergente do Mês" em agosto de 2006.
Recentemente, a banda tocou em um programa infantil especial de Halloween chamado The Slammer da tv britânica, com "Girl With Yellow Hair".
Em abril de 2007, Betty Curse anuncia que ela e sua banda estarão trabalhando em um novo projeto fora da gravadora Island Records.

## Álbuns
- 2006 "Hear Lies" — lançado em 30 de outubro (somente para download)
- 2006 "Here Lies Betty Curse"

## Singles
- 2006 "Excuse All The Blood"
- 2006 "God This Hurts"
- 2006 "Girl With Yellow Hair"
- 2007 "Do You Mind (If I Cry)"

## Membros da Banda
- Megan Burns "Betty Curse" (Vocalista)
- Rich Curse (Guitarrista)
- Alex Curse (Guitarrista)
- Olly Curse (Baixista)
- Dominic Curse (Baterista)